# Нумерація (математика)
В теорії обчислень нумерація - це присвоєння натуральних номерів множині об'єктів таких як раціональні числа, графи, чи слова в деякій мові. Нумерації можуть використовуватись для передачі поняття обчислюваності і пов'язаних з нею, які формально означені на натуральних числах за допомогою обчислюваних функцій, на ширші класи об'єктів.